# 方氏下口鯰
方氏下口鯰，為輻鰭魚綱鯰形目甲鯰科的其中一種，為熱帶淡水魚，分布於南美洲秘魯Cushabatay河流域，體長可達14.1公分，棲息在高海拔、水質清澈的沙石底層水域，生活習性不明。

## 扩展阅读
維基物種上的相關：方氏下口鯰